# Brabova
Brabova est une commune roumaine située dans le județ de Dolj.